# Дзоне
Дзо̀не (на италиански: Zone) е село и община в Северна Италия, провинция Бреша, регион Ломбардия. Разположено е на 684 m надморска височина. Населението на общината е 1091 души (към 2013 г.).